# San Martín (Lambayeque)

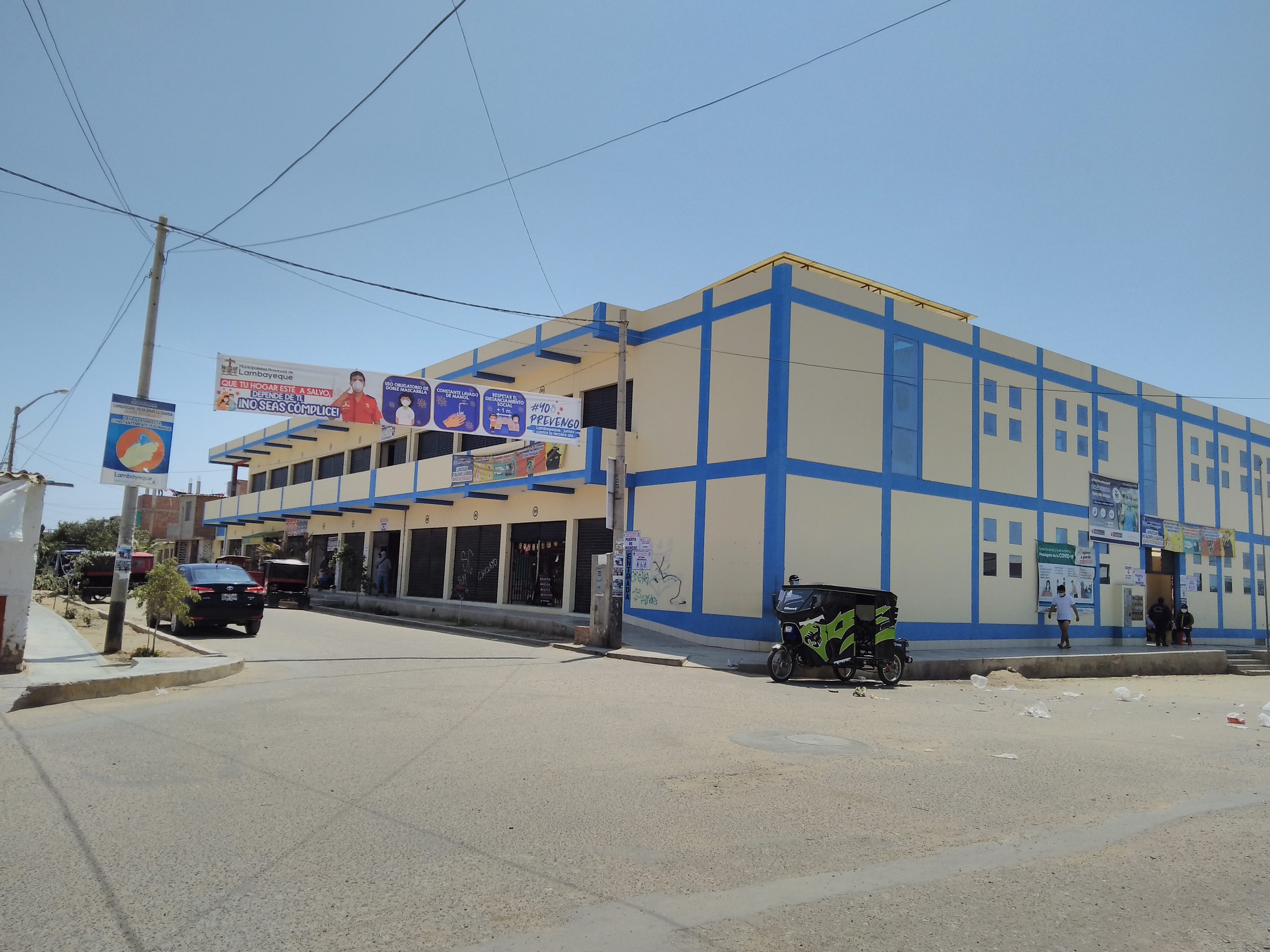
Mercado San Martín.

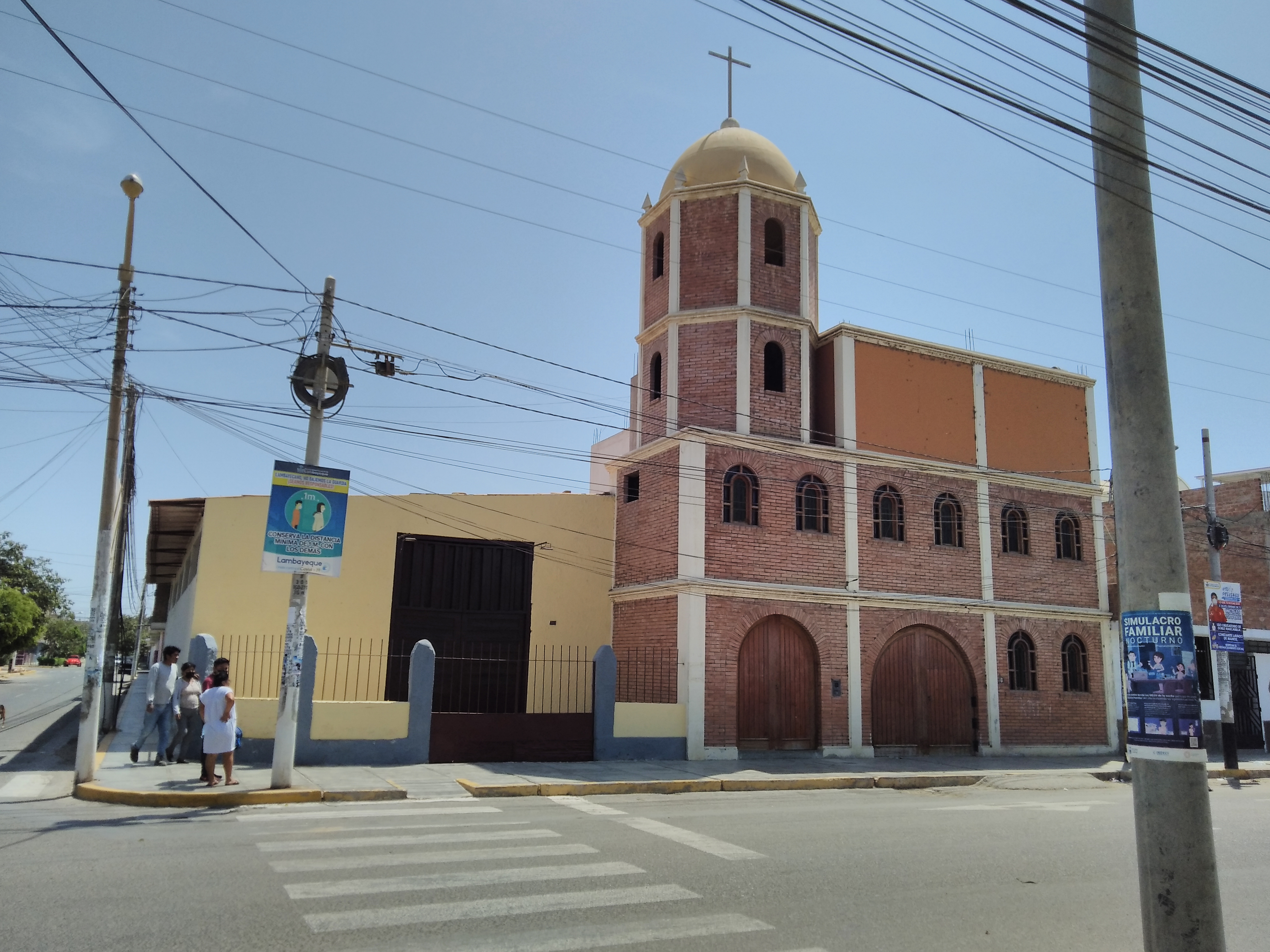
Capilla San Martín.

El Pueblo Joven San Martín de Porres es una localidad que comprende la zona occidental de la ciudad de Lambayeque el cual abarca gran parte de su extensión. San Martín está conformado por un conjunto de pueblos jóvenes, asentamientos humanos y urbanizaciones. La principal actividad económica desarrollada en la zona es el comercio.

## Toponimia
El nombre de esta localidad se le debe al santo peruano, San Martin de Porres.

## Historia

### Antecedentes
Los fundadores de este pujante pueblo joven fueron cinco familias que vinieron del lugar Tiro Blanco (hoy Ciudad Universitaria Pedro Ruiz Gallo), estas familias se habían instalado en la zona sur de Lambayeque, de intermedio un desaguadero y al costado, el establo "La Virgen" de Don Augusto Carpena Iturregui. De entonces Don Ángel Gonzales Castro, regidor de la Comuna Lambayecana, fue gestor de la Barriada de San Martín de Porres (En un principio dunas de arena cubiertos de concunos), conversó con Don Enrique Baca Walter para que donara la posesión del Fundo Los Arenales y así pudieran instalarse las familias del Tiro Blanco, la ocupación no implicaría ningún costo económico porque fueron donados para las familias pobres.
A fines del año 1964, se fue poblando el pueblo con la llegada de familias del Cercado de la Ciudad de Lambayeque que no tenían vivienda propia, los que vivían en los campos agrícolas, los que habitaban en corralones, los que eran trabajadores dedicados en faenas agrícolas del cultivo de algodón o los que venían de Piura, Catacaos y de pueblos aledaños. El Ing. Enrique Baca Walter conversó con su hermana la Sra. Cristina Baca Walter a solicitud de Don Ángel Gonzales Castro para que donara el Fundo "Los Arenales", la Sra. Cristina Baca era posesionaria y cedía el terreno, así se dio inicio al pueblo que se fue poblando desde el mes de noviembre de 1964 y en una Asamblea Pública del 15 de febrero de 1965 quedó fundado el Pueblo de San Martin de Porres.

### Fundación
El 15 de febrero de 1965 en una reunión realizada en la casa de la Sra. Teodora Callirgo Ocaña se cristalizó la fundación del Pueblo Joven San Martin de Porres, así consta en Libro de Actas, en un inicio Los Arenales estaba cubierto de chopes, concuno, vichayo con grandes extensiones de dunas, el área en un inicio "Los Arenales" cuya posesionaria fue la Sra. Cristina Baca Walter del fundo denominado "Los Arenales" del Monte de la Virgen la cual fue obsequiada a las familias de escasos recursos económicos y sus lotes eran medidos de 7m x 25m. 
Al lugar se le puso el nombre de "San Martín de Porres", sus viviendas eran de material rústico, palos de algarrobo, caña brava, carrizo, ínea y adobe, su piso de barro, su Institución Educativa que estaba a lado del Parque y la capilla al frente, data de sus primeros años de fundación, en aquel entonces no había agua en los domicilios por lo que se tenían que instalar piletas en las esquinas, su Fundadora fue la Sra. Teodora Callirgo Ocaña, sus pobladores crearon las "MINGAS" que era trabajos comunales y se reunían todos los domingos para hacer labores en los locales de educación y local comunal, en la actualidad ocupada por Serenazgo.

### Actualidad
En la actualidad el Pueblo Joven ya cuenta con sus servicios básicos: agua, luz, calle anchas y asfaltadas, teléfono, Instituciones Educativas de Inicial, Primaria y Secundaria, Pronoí, CEPRO, Con Clubs Deportivos, Culturales, Religiosos, con un parque muy vistoso, con áreas para recreación, con un Mercado de Abasto moderno, con Centro de Salud, local para el Adulto Mayor "CIAM", con su Comisaría, con área para su Complejo Deportivo en donde está instalada una piscina semi-olímpica, con campo y lozas deportivas, con una Capilla y una Iglesia "Espíritu Santo", un Vivero Forestal y su huerto comunal. Actualmente cuenta con una población aproximada de 50 mil habitantes con sus Ampliaciones, Dunas, Nuevo Mocce, Primero de Marzo, Víctor Raúl, Seis de Octubre, Cruz de Chapón, Pasaje Fátima forman el conmemorado "Pedro Ruiz", Arco de Villa y Sector Demetrio Acosta, Su dirigente más notable y su gesto a Honores fue el Sr. Cegifredo Córdova García.

## Demografía
Tiene una población aproximada de más de 30 mil personas convirtiéndola en la zona más populosa de la ciudad, la mayor parte de población profesa la religión católica.

## División
| Tipo                | Nombre                               |
| ------------------- | ------------------------------------ |
| Pueblo Joven        | San Martín, Las Dunas y Nuevo Mocce. |
| Asentamiento Humano | Las Maravillas y Pedro Ruiz Gallo    |
| Urbanizaciones      |                                      |

## Urbanismo
Sus principales vías son la Calle Elvira García y García que recorre el parque principal, y la Calle Grau que recorre diversos negocios locales y el mercado. Cuenta con diversos parques, y el Complejo Deportivo "San Juan Masías" conocida localmente como "La Republicana", el cual incluye un campo y canchas de futbol y una piscina olímpica.

## Desafíos
La zona central cuenta con todos los servicios básicos mientras que las zonas alejadas, en su mayoría invasiones de migrantes de la sierra, no cuentan con un plan urbano, desconectándolas de las principales calles. La falta de pavimentación y servicios básicos, enlentecen el progreso de las zonas más pobres. La distritalización comprende la creación de un distrito, con autoridades para una gestión más eficaz del lugar, actualmente la distritalización es una propuesta aceptada por los sanmartinianos.

## Ciudades hermanas
- Lambayeque
- Chiclayo
- San José